# Regionalwahl im Aostatal 2018
- M5S: 4
- IC: 3
- Mouv': 3
- ALPE: 3
- UVP: 4
- UV: 7
- SA: 4
- Lega: 7

Die Regionalwahl im Aostatal 2018 fand am 20. Mai statt.

## Ergebnis
| Listen                    | Listen                                                       | Stimmen | %    | Mandate |
| ------------------------- | ------------------------------------------------------------ | ------- | ---- | ------- |
|                           | Union Valdôtaine                                             | 12.265  | 19,3 | 7       |
|                           | Lega–Jeune Vallée d'Aosta                                    | 10.875  | 17,1 | 7       |
|                           | Pour Notre Vallée–Stella Alpina                              | 6.792   | 10,7 | 4       |
|                           | Union Valdôtaine Progressiste                                | 6.750   | 10,6 | 4       |
|                           | Movimento 5 Stelle                                           | 6.652   | 10,4 | 4       |
|                           | Autonomie, Liberté, Participation, Écologie                  | 5.734   | 9,0  | 3       |
|                           | Impegno Civico                                               | 4.806   | 7,5  | 3       |
|                           | Mouv'                                                        | 4.545   | 7,1  | 3       |
|                           | Partito Democratico                                          | 3.436   | 5,4  | 0       |
|                           | Forza Italia–Fratelli d’Italia–Mouvement Nouveau Val d'Aoste | 1.863   | 2,9  | 0       |
| Gesamt                    | Gesamt                                                       | 63.713  | 100  | 35      |
|                           |                                                              |         |      |         |
| Ungültige Stimmen         | Ungültige Stimmen                                            | 3.446   | 5,1  |         |
| Wähler                    | Wähler                                                       | 67.159  | 65,1 |         |
| Wahlberechtigte           | Wahlberechtigte                                              | 103.122 |      |         |
|                           |                                                              |         |      |         |
| Quelle: Regionalregierung |                                                              |         |      |         |